# Norra Vrams landskommun
Norra Vrams landskommun var en tidigare kommun i dåvarande Malmöhus län och före 1889 i Kristianstads län.

## Administrativ historik
Kommunen bildades i Norra Vrams socken i Södra Åsbo härad i Skåne i Kristianstads län när 1862 års kommunalförordningar trädde i kraft samtidigt som Södra Vrams landskommun bildades ur socknen i Luggude härad i Malmöhus län. 1889 överfördes Norra Vrams landskommun till Luggude härad och Malmöhus län.
Den 23 september 1887 avslog Kungl. Maj:t ett förslag att slå ihop Norra Vrams landskommun med Södra Vrams landskommun.
Vid kommunreformen 1952 delades kommunen, där en del uppgick i Bjuvs köping och en i Billesholms landskommun. Sedan 1974 ligger hela området i Bjuvs kommun.

## Politik

### Mandatfördelning i Norra Vrams landskommun 1938-1946
| 14 | 3 | 3 |

| 19 |

| 13 | 7 |

| 19 |

| 1 | 12 | 2 | 4 | 1 |

| 19 |